# Jリーグに所属するクラブの年度別成績一覧
日本プロサッカーリーグ（Jリーグ）に現在加盟している、もしくは加盟していたことがあるクラブの年度別成績一覧。

## 北海道
- 北海道コンサドーレ札幌の年度別成績一覧

## 東北
- ヴァンラーレ八戸の年度別成績一覧
- いわてグルージャ盛岡の年度別成績一覧
- ブラウブリッツ秋田の年度別成績一覧
- ベガルタ仙台の年度別成績一覧

- モンテディオ山形の年度別成績一覧
- 福島ユナイテッドFCの年度別成績一覧
- いわきFCの年度別成績一覧

## 関東
- 鹿島アントラーズの年度別成績一覧
- 水戸ホーリーホックの年度別成績一覧
- 栃木SCの年度別成績一覧
- ザスパクサツ群馬の年度別成績一覧
- 浦和レッドダイヤモンズの年度別成績一覧
- RB大宮アルディージャの年度別成績一覧
- ジェフユナイテッド市原・千葉の年度別成績一覧

- 柏レイソルの年度別成績一覧
- FC東京の年度別成績一覧
- 東京ヴェルディ1969の年度別成績一覧
- FC町田ゼルビアの年度別成績一覧
- 川崎フロンターレの年度別成績一覧
- 横浜F・マリノスの年度別成績一覧
- 横浜フリューゲルスの年度別成績一覧

- 横浜FCの年度別成績一覧
- 横浜スポーツ&カルチャークラブの年度別成績一覧
- 湘南ベルマーレの年度別成績一覧
- SC相模原の年度別成績一覧
- ヴァンフォーレ甲府の年度別成績一覧

## 北信越
- 松本山雅FCの年度別成績一覧
- AC長野パルセイロの年度別成績一覧
- アルビレックス新潟の年度別成績一覧

- カターレ富山の年度別成績一覧
- ツエーゲン金沢の年度別成績一覧

## 東海
- 清水エスパルスの年度別成績一覧
- ジュビロ磐田の年度別成績一覧
- 藤枝MYFCの年度別成績一覧

- アスルクラロ沼津の年度別成績一覧
- 名古屋グランパスエイトの年度別成績一覧
- FC岐阜の年度別成績一覧

## 関西
- 京都サンガF.C.の年度別成績一覧
- ガンバ大阪の年度別成績一覧
- セレッソ大阪の年度別成績一覧

- FC大阪の年度別成績一覧
- ヴィッセル神戸の年度別成績一覧
- 奈良クラブの年度別成績一覧

## 中国
- ガイナーレ鳥取の年度別成績一覧
- ファジアーノ岡山FCの年度別成績一覧

- サンフレッチェ広島F.Cの年度別成績一覧
- レノファ山口FCの年度別成績一覧

## 四国
- カマタマーレ讃岐の年度別成績一覧
- 徳島ヴォルティスの年度別成績一覧
- 愛媛FCの年度別成績一覧

- FC今治の年度別成績一覧
- 高知ユナイテッドSCの年度別成績一覧

## 九州
- アビスパ福岡の年度別成績一覧
- ギラヴァンツ北九州の年度別成績一覧
- サガン鳥栖の年度別成績一覧
- V・ファーレン長崎の年度別成績一覧
- ロアッソ熊本の年度別成績一覧

- 大分トリニータの年度別成績一覧
- テゲバジャーロ宮崎の年度別成績一覧
- 鹿児島ユナイテッドFCの年度別成績一覧
- FC琉球の年度別成績一覧